# اردها
اردها یکی از روستاهای توریستی استان آذربایجان شرقی است که در دهستان ملایعقوب بخش مرکزی شهرستان سرآب واقع شده‌است. این روستا تولیدکننده عسل و دارای محصولات باغی نظیر گردو و سیب و زردآلو است. همچنین آب گرم اردها یکی از جاذبه‌های این روستا است.
روستای اردها به دلیل مجاورت با کوه پایه‌های بزقوش همواره یکی از روستاهای پرآب شهرستان سرآب بوده‌است و دارای چشمه‌های فراوان در اطراف خود است. این روستا به دلیل پُر آب بودن دارای باغات و طبیعت سرسبزی است که در فصول گرم سال آب و هوای مساعد گردشگران زیادی را به خود جذب می‌کند
روستای اردها یکی از روستاهای واقع در کمربند سلامت شهرستان سرآب است این کمربند که به جاده سلامت نیز شهرت دارد و چهار آبگرم معدنی و درمانی روستاهای اسبفروشان، الله حق، اردها و شالقون را به همدیگر متصل می‌کند.
شغل بسیاری از اهالی روستای اردها دامپروری، کشاورزی و زنبورداری است که از تولیدات کشاورزی این روستا می‌توان به سیب زمینی، گندم اشاره کرد و همچنین عسل اردها یکی از برندهای معروف عسل در شهرستان سرآب در کنار سایر عسل‌های طبیعی شهرستان سرآب است.
تولید زرد آلو و سی از دیگر محصولات کشاورزی در روستای اردها است که جدیداً رونق زیادی در این منطقه یافته و باغداران اردهایی سالانه به تولید انبود این دو محصول می‌پردازند، اما در کنار تمام این محصولات اردها را از سالیان گذشته به یک نام می‌شناسند و آن هم گردو است، باغات گردوی اردها آوازه چندین صد ساله دارد و اگر در سطح شهرستان سرآب به دنبال گردوی با کیفیت بگردید قطعاً آدرس اردها را برایتان خواهند داد. گردوهای این روستا از نوع گردوی کاغذی است.
از محصولات لبنی اردهای می‌توان به تولیدات دامی از جمله گوشت، شیر، پنیر، کروه و ماست اشاره کرد و همان‌طور که اطلاع دارید شهرستان سرآب قطب تولیدات لبنیات کشور است و آوازه لبنیات سرآب در کل کشور پیچیده‌است.
بیشتر روستاهای قرار گرفته در دامنه کوه بزقوش دارای چشمه‌های آبگرم هستند و روستای اردها یکی از این روستاهای دارای چشمه آبگرم است، آبگرم اردها از نوع معدنی و دارای خواص درمانی است که داری دو استخر ویژه آقایان و بانوان است که به صورت سنتی درست شده‌است که علیرغم فعال بودن این استخرها متأسفانه در سال‌های گذشته با قرار دادن این دو استخر در اختیار مجموعه خصوصی به جهت ایجاد رونق و غیره باعث بروز اختلافاتی میان بخش خصوصی و اهالی روستا شد که در حال حاضر گویا این استخر در دست اهالی روستا است و اطلاعات دقیقی در این خصوص وجود ندارد.
روستای اردها از نظر تاریخی دارای سابقه مهمی است چرا که در طول تاریخ در زمان قشون کشی مغول این روستا در منطقه اردوگاه قشون مغول قرار داشته‌است.
در زلزله آبان ماه سال ۱۳۹۸ که زلزله ای به قدرت ۵٫۹ ریشتر شهرستان سرآب و میانه را لرزاند متأسفانه در روستای اردها نیز شاهد به بار آوردن خسارات به واحدهای مسکونی و دامی بودیم.